# Note2
Note2 – szósty solowy album polskiego rapera Tedego. Wydawnictwo ukazało się 10 września 2009 roku nakładem wytwórni muzycznej Wielkie Joł. Za produkcję muzyczną w całości odpowiada Sir Michu. Gościnnie w nagraniach wzięli udział Mrozu, Seta, Mr. Hide oraz Łysy Anioł.
Materiał był promowany teledyskiem do utworu „Pali się dach”.
Płyta dotarła do 3. miejsca polskiej listy przebojów – OLiS. W niespełna miesiąc od premiery płyta uzyskała w Polsce status złotej. We wrześniu 2010 roku album został nagrodzony Superjedynką w kategorii „Płyta hip hop”. Album został wyróżniony tytułem „Polska Płyta Roku 2009” w Plebiscycie WuDoo i Hip-hop.pl zdobywając największą łączną liczbę głosów słuchaczy audycji i czytelników portalu.
Singiel „Pali się dach” został nominowany do Singla roku 2009 w plebiscycie WuDoo i Hip-hop.pl oraz uzyskał nominację do nagrody Viva Comet 2011 w kategorii Teledysk roku.

## Lista utworów
| CD1 1. „Mam” 2. „Pozytywizm” 3. „Chcesz tak bardzo jej” (gościnnie Seta) 4. „PRL 89/90 RP” 5. „Opole parano” (gościnnie Mr. Hide) 6. „Zollkontrolle” 7. „Moje życie jest tu” 8. „Mama mija” 9. „Kawałki tych snów” (gościnnie Seta) 10. „X” 11. „Gdzie jest pilot?” 12. „Ty masz już casio” + utwór dodatkowy: „Do rytmu” (gościnnie Zgrywus, Łysy Anioł, Sir Michu) |  | CD2 1. „Cipy cipy łaaał” 2. „Za-X / Eeej panowie!” 3. „Suchy konar” (gościnnie Łysy Anioł) 4. „Ta muzyka” (gościnnie Mrozu) 5. „Powiedz to jej” (gościnnie Seta) 6. „Pali się dach” (gościnnie Mrozu) 7. „Nawet jeśli ktoś nas przekreślił” 8. „Bezkit Warszawski” 9. „Follow-up” 10. „New era” 11. „Życie jest piękne”[A] 12. „Ta jedna noc w Harlemie” + utwór dodatkowy: „Promomix” |

Notatki
- A^ W utworze wykorzystano sample z piosenki  „Something for Nothing” w wykonaniu MFSB[12].